# Giovan Battista Ferraro

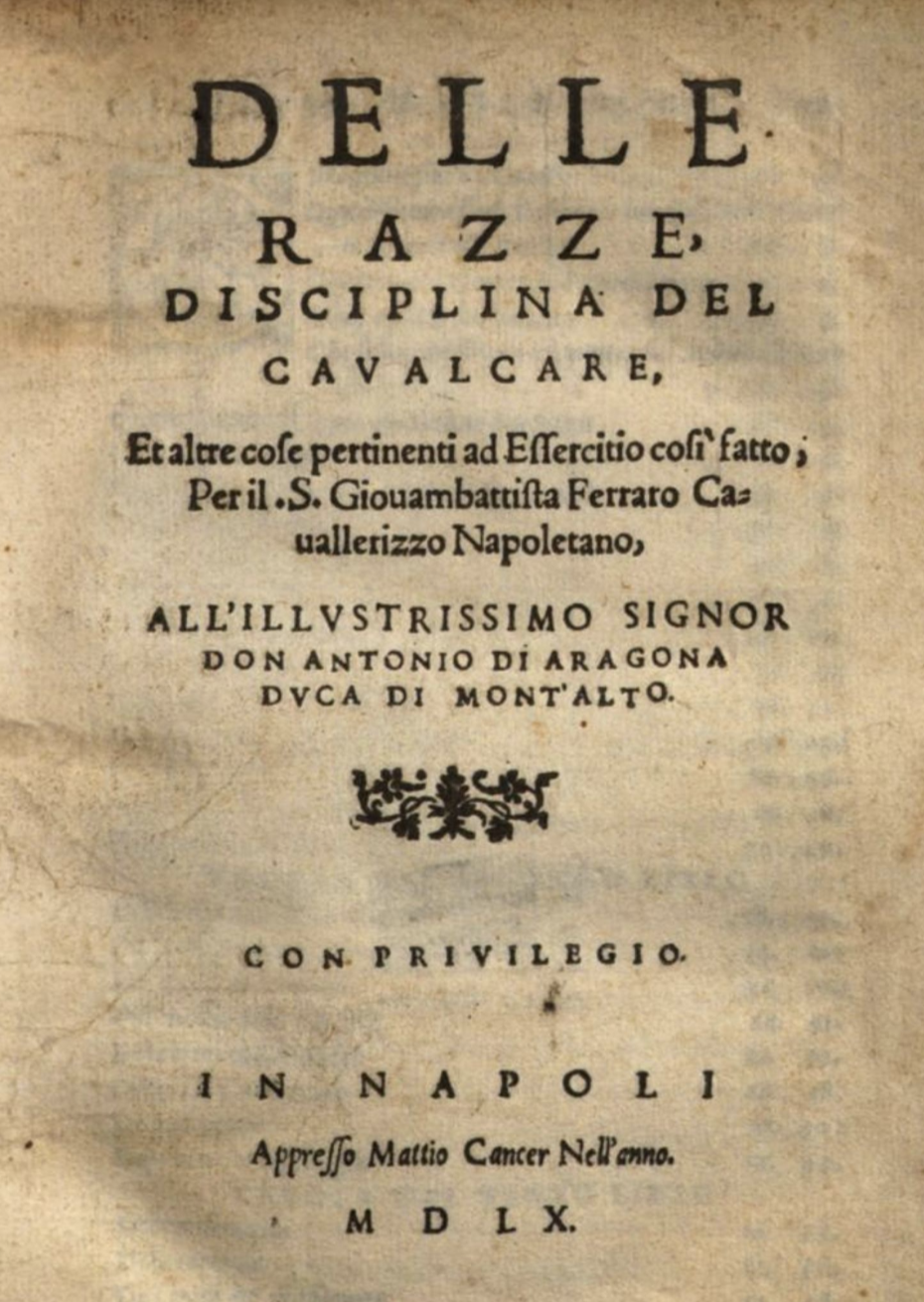
Erste Auflage von Delle Razze aus 1560

Giovan Battista Ferraro oder Giovanni Battista Ferraro (15?? – 1562) war ein neapolitanischer Reitmeister der Renaissance, der eine der ersten neuzeitlichen Abhandlungen über Pferde und das Reiten verfasste: Delle razze, disciplina del cavalcare, e altre cose pertinenti ad essercition cosi fatto.

## Biographie
Nach den Aufzeichnungen seines Sohnes in der 1602 erschienenen Ausgabe seines Werkes starb Giovan Battista am 25. Oktober 1562. Er war der Oberstallmeister von Ottaviano Siliceo, der selbst eine Abhandlung über das Reiten verfasste. Wie sein Sohn, Pirro Antonio Ferraro, war er Knappe von König Philipp II. von Spanien.

## Delle razze
Giovan Battista Ferraros Abhandlung Delle razze, disciplina del cavalcare, e altre cose pertinenti ad essercition cosi fatto, die 1560 in Neapel von Matteo Cancer gedruckt wurde, ist nach den Abhandlungen von Federico Grisone und Cesare Fiaschi die dritte ihrer Art in chronologischer Reihenfolge. Es wurde zehn Jahre später nachgedruckt und 1602 nach einer Überarbeitung und mit einigen Ergänzungen erneut in Neapel veröffentlicht, zusammen mit dem Werk seines Sohnes Pirro Antonio.
Dieses Werk ist in vier Bücher unterteilt. Das erste ist der Zucht gewidmet, von der Qualität der Weiden über die Auswahl der Stuten und Hengste bis hin zur Haltung der Fohlen in den Ställen. Der zweite Teil befasst sich mit der Ausbildung des Pferdes, vom Einreiten bis zu den Reiterhilfen. Das dritte und vierte Buch befassen sich mit der Behandlung von Krankheiten, wobei sich das dritte Buch insbesondere mit der vorbeugenden und heilenden Medizin und das vierte mit der Chirurgie befasst. Laut Pirro Antonio wurden die beiden letzten Bücher anonym als Anhang zu einigen Ausgaben von Grisones Abhandlung veröffentlicht.
Ferraro zufolge ist das Pferd mit seinem warmen und zugleich maßvollen Temperament für den Menschen in vielen Situationen nützlich. Obwohl der Text auf der fachlichen Ebene im Vergleich zu den Abhandlungen von Grisone und Fiaschi nicht innovativ ist, kann man darin einige Besonderheiten entdecken. In Bezug auf die Zucht sagt Ferraro, dass die beste Zeit für den Deckakt mit dem Fest des Heiligen Georg am 23. April beginne, "da er der Schutzpatron der Ritter ist, ist es besser, wenn diese Arbeit an dem Tag beginnt, der ihm gewidmet ist". Die Decksaison ende mit dem St. Peterstag am 29. Juni. Er behauptet, dass die Qualität des Samens des Hengstes das Geschlecht des Fohlens bestimme. Wenn er zähflüssig sei, bringe er ein Hengstfohlen hervor, während dünnflüssiger und kalter Samen ein Stutfohlen hervorbringe. Er empfiehlt, dass der Hengst nicht mehr als zweimal am Tag die gleiche Stute decken soll.
Die Qualität guter Pferde beschreibt er, wie schon Xenophon in Peri Hippike, durch Vergleiche mit anderen Tieren: "Es soll die Brust, den Rücken und die Lebhaftigkeit des Löwen haben; den Körper, die Gelenke und die Augen des Ochsen; das Maul, die Schnelligkeit und die Ohren des Fuchses; die Härte und die Dickleibigkeit des Schweins, ohne die die natürliche Hitze schwer zu ertragen ist, und schließlich wünsche ich, dass es den Gang der Frau mit seiner Entschlossenheit und Anmut nachahmt, seinen Fuß wie der Hahn hebt, wenn er geht, mit einem fröhlichen und angenehmen Aussehen".
Wie andere Autoren der Zeit, widmet er sich der Humoralpathologie, auch wenn er sie nicht so ausgiebig erläutert wie Claudio Corte, dessen Schrift zwei Jahre später erstmals gedruckt wurde.
Er spricht sich gegen die Verwendung des Einzelpilars beim Einreiten junger Pferde aus. Dieser wurde in einigen Regionen Italiens, insbesondere in der Toskana und in Latium, verwendet und kann als Vorläufer der Doppelpilaren angesehen werden kann. In der Mitte eines Kreises eingegraben und über der Erde ca. 2 m hoch wird er verwendet, um das Fohlen zum ersten Mal am Halfter anzubinden. Das Anbinden und Longieren um den festen Pilar berge ein großes Verletzungsrisiko, kritisiert Ferraro. Er schlägt vor, dass das Fohlen eher mit der Hand gehalten wird, wenn es stillsteht, und dann sanft dazu angehalten wird, dem Widerstand nachzugeben. Noch besser sei es, das Fohlen aufzuhalftern und es dann mit einem langen Strick laufen zu lassen, damit es sich langsam an das Nachgeben gewöhne, wenn es selbst immer wieder zufällig auf den Strick trete. Das Einreiten solle einem guten Reiter anvertraut werden, der sich anfangs von einem fachkundigen Mann am Boden helfen lässt.
Ferraros Ansatz ist weit entfernt von den forschen Methoden die Grisone zum Teil beschreibt. Er ist der Ansicht, dass ein Pferd, wenn es richtig vorbereitet und trainiert wird, ohne Gewalt oder übermäßige Mittel anzuwenden, länger lebt und für jede Art von Verwendung besser geeignet ist.
Schließlich beschreibt er Kunststücke und Galanterien wie die Ciambetta, die heute als Spanischer Schritt bekannt ist, oder das Führen des Pferdes mit auf dem Sattelknauf liegenden Zügeln, wie es die Spanier und Portugiesen heute beim Stierkampf tun.